# Sparkassen Cup 1999
Lo Sparkassen Cup 1999 è stato un torneo femminile di tennis giocato sul sintetico indoor. È stata la 9ª edizione del torneo, che fa parte della categoria Tier II nell'ambito del WTA Tour 1999. Si è giocato a Lipsia in Germania, dal 1° al 5 novembre 1999.

## Campionesse

### Singolare
Nathalie Tauziat ha battuto in finale  Květa Hrdličková con il punteggio di 6–1, 6–3

### Doppio
Larisa Neiland /  Mary Pierce hanno battuto in finale  Ai Sugiyama /  Elena Lichovceva con il punteggio di 6–4, 6–3